# Yūrei

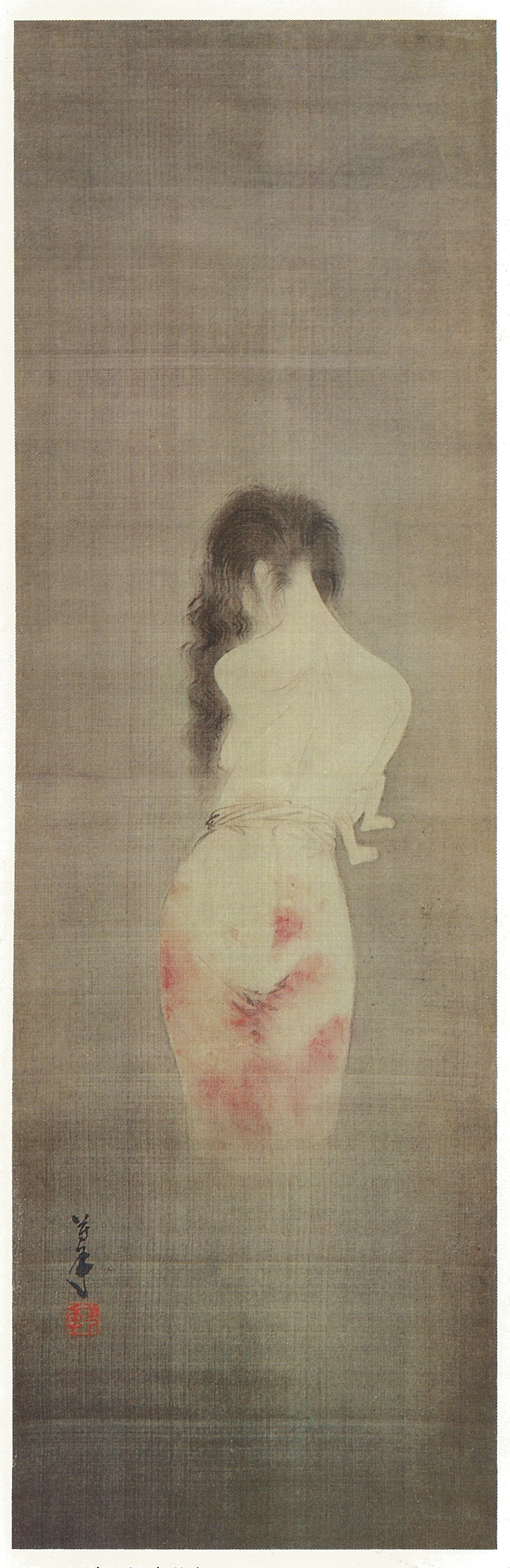
Representació artística d'un esperit

Els yūrei són els fantasmes de la mitologia japonesa, esperits que no poden descansar en pau després de la mort i s'apareixen entre els vius. La causa d'aquest malestar pot ser múltiple: una mort violenta, un desig de revenja o un odi molt poderós o la manca de rituals adequats en el funeral del difunt. És doncs la ràbia el que transforma una ànima en un yūrei, el qual assetja les persones properes al mort fins que assoleix la pau amb els rituals adequats o amb la resolució del conflicte pendent. Es dona la circumstància que l'esperit és més poderós com pitjor va ser tractada la persona en vida. Es considera que els yūrei són un tipus de yōkai, el terme genèric per a esperits i aparicions.
S'apareixen vestits de color blanc, que és el color del dol en la cultura japonesa i sovint amb un hitaikakushi al front. Tenen un aspecte físic similar al de la persona quan vivia, sols que amb membres més flonjos i uns moviments ondulants, com si el cos estigués flotant enmig de l'aire. Es poden veure focs follets com advertiment de la seva arribada. Usualment apareixen entre les dues i les tres de la matinada, una hora màgica, al lloc on van morir o al costat de la persona amb qui tenen un compte pendent. Igualment poden aparèixer-se a persones estimades, per recordar-los que han de complir certs deures per fer que l'ànima reposi en pau. Col·locant ofuda (escrits beneïts) a les portes de les cases poden impedir que l'esperit hi entri però restarà al seu voltant esperant que surtin les seves víctimes.
Hi ha diversos tipus d'esperits. Els onryō, que busquen venjança, són els més poderosos, causen mal a les seves víctimes i de vegades no se les pot fer desaparèixer només assassinant el seu agressor, sinó que necessiten rituals budistes durant força temps per apaivagar-los. Acostumen a ser representats sense cames i emetent sorolls esfereïdors. Els ubume són els esperits de mares que han mort en el part o deixant enrere fills molt petits. Poden seguir els infants per mirar que estiguin ben cuidats i desaparèixer quan s'asseguren que algú els fa de mare. A vegades, tanmateix, es queden durant generacions en indrets especials com boscos o cruïlles de camins i s'apareixen demanant que la víctima aguanti el seu fill en braços. Quan aquesta accedeix, el suposat nadó comença a pesar més i més fins que es revela una gran roca amb poders màgics. Els funayūrei només apareixen al mar i fan naufragar vaixells. Solen ser esperits de mariners morts que no han trobat repòs car el seu cos està sota l'aigua. Per acabar hi ha uns yūrei que encarnen esperits de dones que han estat maltractades pels seus esposos o amants i que retornen per venjar-se dels homes, amb qui poden mantenir relacions sexuals. Aquesta tradició d'esperits malèfics femenins que copulen i assassinen homes o els corrompen té una clar paral·lelisme amb els súcubes d'altres cultures.